# Adolf Warschauer
Adolf Warschauer (ur. 13 października 1855, zm. 20 lub 25 grudnia 1930) – niemiecki historyk i archiwista, pochodzący z rodziny żydowskiej. Prowadził badania nad historią Poznania i Wielkopolski.
Urodził się w Kępnie w zubożałej rodzinie żydowskiej. W wieku siedmiu lat rozpoczął naukę w Elisabeth-Gymnasium (Gimnazjum św. Elżbiety) we Wrocławiu. Po uzyskaniu matury w 1877 zapisał się na studia na Uniwersytecie Wrocławskim, studiował na dwóch kierunkach – historii i prawie. W 1881 uzyskał doktorat. W l. 1882-1912 pracował w archiwum państwowym w Poznaniu. W 1885 zainicjował założenia Historische Gesellschaft für die Provinz Posen („Towarzystwo Historyczne Prowincji Poznań”).
W 1903 roku został profesorem nowo utworzonej Akademii Królewskiej w Poznaniu, pracował tam do 1912 roku, gdy został mianowany dyrektorem państwowego archiwum w Gdańsku. W 1915 roku został oddelegowany do okupowanej Warszawy, gdzie objął stanowisko dyrektora Zarządu Archiwalnego (niem. Archivverwaltung) przy Generalnym Gubernatorstwie Warszawskim. Będąc na tym stanowisku zarządził przeprowadzenie szybkiej inwentaryzacji akt, szczególnie należących do zasobu popruskiego. Współdziałał w reaktywowaniu Uniwersytetu Warszawskiego. Zakończenie niemieckiej okupacji Warszawy spowodowało, że 11 października 1918 r. podpisał wraz z ówczesnym kierownikiem polskiego Wydziału Archiwów Państwowych Stefanem Ehrenkreutzem protokół przejęcia archiwów warszawskich. Po zakończeniu wojny udał się do Berlina, gdzie został sekretarzem w Ministerstwie Kultury. W 1921 roku przeszedł na emeryturę. Zmarł 20 lub 25 grudnia 1930 roku. Został odznaczony Orderem Czerwonego Orła IV Klasy.

## Najważniejsze publikacje
- Die mittelalterlichen Innungen zu Posen (1885)
- Die städtischen Archive in der Provinz Posen (1901)
- Geschichte der Stadt Gnesen (1919)
- Deutsche Kulturarbeit in der Ostmark (1926) – wspomnienia